# Filist
Filist (en llatí Philistus, en grec antic Φίλιστος) (circa 435 aC-356 aC), fill d'Arcònides o Arcomènies, fou un dels més cèlebres historiadors de l'antiguitat, si bé cap de les seves obres s'ha conservat. Va néixer a Siracusa a tot tardar el 435 aC i Plutarc diu que va ser testimoni directe de les operacions de Gílip durant el setge de Siracusa pels atenencs el 415 aC i que era vell quan va morir el 356 aC.
Se'l menciona com un dels participants a la reunió en la que Dionís el Vell va demanar el càstig dels generals responsables de la pèrdua d'Agrigent davant els cartaginesos el 406 aC, i va contribuir a l'arribada al poder del tirà, sota el qual va gaudir de notable autoritat. El consell de Filist va decidir a Dionís de no abandonar Siracusa quan era assetjada pels cartaginesos el 396 aC.
Es va casar sense permís de Dionís amb la filla del germà del tirà, Leptines, i per aquest motiu va ser desterrat. Es va retirar a Turis i més tard a Àdria on tenia alguns amics. En aquesta ciutat es va dedicar a la composició de les seves obres, especialment la història que li va proporcionar un gran prestigi en endavant.
No va aconseguir ser cridat en vida de Dionís, però si a la seva mort (367 aC) quan Dionís el Jove va ser convençut de cridar-lo al seu costat pels que volien separar al nou tirà de la influència de Dió de Siracusa i de Plató. Aviat Filist va influir en Dionís el Jove i va aconseguir que Plató fos enviat a Atenes i finalment també l'expulsió de Dió de Siracusa.
Filist era absent de Sicília, dirigint una flota a la mar Adriàtica, quan va desembarcar Dió i va agafar el poder (356 aC). Va tornar i va intentar recuperar Leontins, revoltada contra Dionís, sense èxit, i després se'n va anar a la fortalesa d'Ortígia que restava en poder del tirà. Allí va equipar una flota de 60 trirrems i va donar batalla a la flota siracusana reforçada per 20 vaixells peloponesis; la lluita va ser molt dura però finalment Filist va quedar rodejat i per no caure en mans de l'enemic, es va suïcidar (altres version diuen que el van fer presoner i va ser executat). El seu cos, arrossegat pel poble, va recórrer els carrers de la ciutat.
Suides li atribueix erròniament obres retòriques, que corresponen probablement a Filisc de Milet, i obres històriques, entre les quals una història d'Egipte en 12 llibres, una de Fenícia, i una de Líbia i Síria, que no és clar que li corresponguin.
La seva obra principal va ser una història de Sicília formada per dues parts, la primera amb set llibres que inclouen una història general de l'illa fins al 406 aC; la segona part, era una història del regnat de Dionís el Vell, en quatre llibres, i del seu fill, en dos llibres (només els cinc primers anys de regnat). La critica considera que el regnat de Dionís està fet en termes massa elogiosos, segurament buscant que el tirà el fes tornar de l'exili.